# Керну (волость)
Ке́рну (ест. Kernu vald) — волость в Естонії, одиниця самоврядування в повіті Гар'юмаа з 1 листопада 1993 до 24 жовтня 2017 року.

## Географічні дані
Площа волості — 174,4 км2, чисельність населення на 1 січня 2017 року становила 2034 особи.

## Населені пункти
Адміністративний центр — село Гайба.
На території волості розташовувалися 17 сіл (küla):
Алліка (Allika), Вансі (Vansi), Гайба (Haiba), Гінґу (Hingu), Каазіку (Kaasiku), Кабіла (Kabila), Керну (Kernu), Кібуна (Kibuna), Кірікла (Kirikla), Когату (Kohatu), Кустья (Kustja), Лайтсе (Laitse), Метсанурґа (Metsanurga), Минусте (Mõnuste), Муузіка (Muusika), Погла (Pohla), Руйла (Ruila).

## Історія
1 листопада 1993 року, після проведення місцевих виборів, набуло чинності утворення волості Керну на відокремленій від волості Ніссі частині території.
21 липня 2016 року на підставі Закону про адміністративний поділ території Естонії Уряд Республіки прийняв постанову № 82 про утворення нової адміністративної одиниці — волості Сауе — шляхом об'єднання територій міського самоврядування Сауе й трьох волостей: Керну, Ніссі й Сауе. Зміни в адміністративно-територіальному устрої, відповідно до постанови, мали набрати чинності з дня оголошення результатів виборів до ради нового самоврядування.
15 жовтня 2017 року в Естонії відбулися вибори в органи місцевої влади. Утворення волості Сауе набуло чинності 24 жовтня 2017 року. Волость Керну вилучена з «Переліку адміністративних одиниць на території Естонії».

## Керівництво волості
Старійшини волості
- ?—2017 Енн Кару (Enn Karu)